# Simulació de N cossos

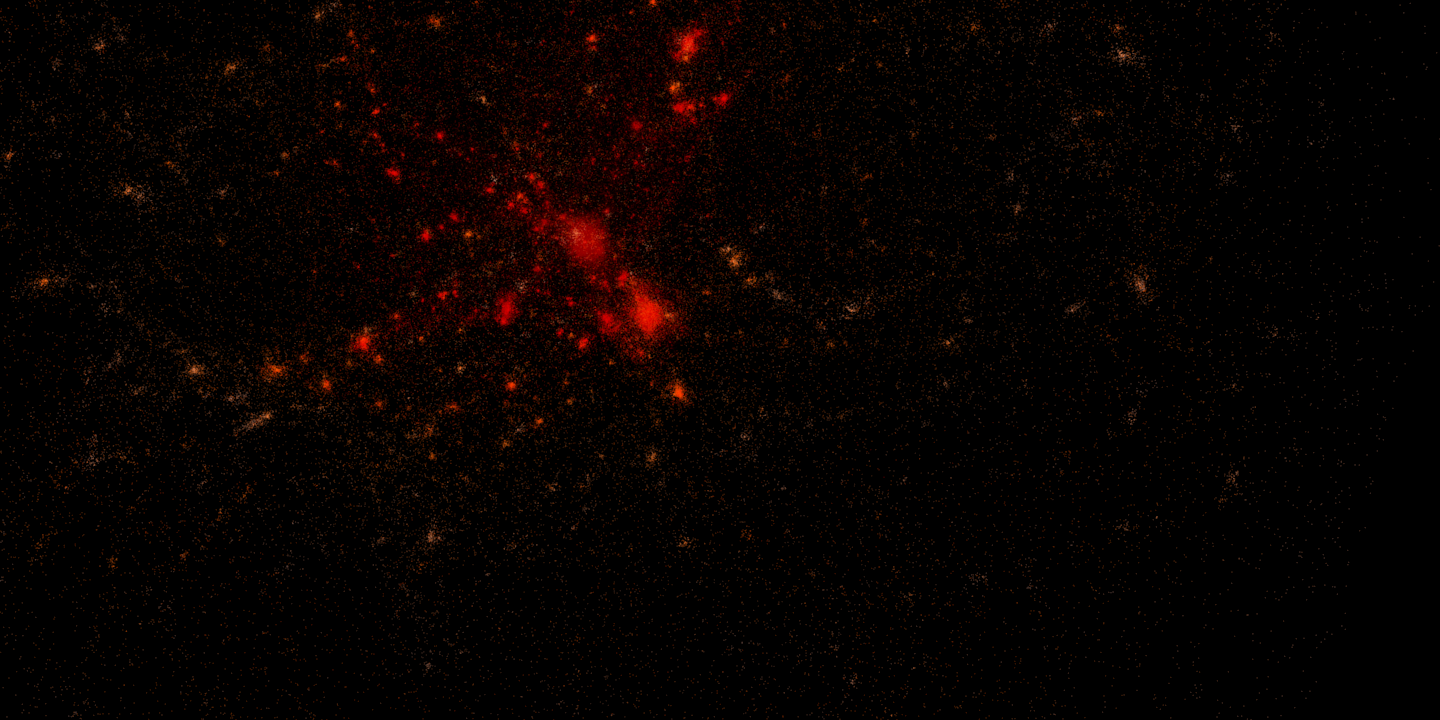
Una simulació de cossos N de la formació cosmològica d'un cúmul de galàxies en un univers en expansió

En física i astronomia, una simulació de N cossos és una simulació d'un sistema dinàmic de partícules, generalment sota la influència de forces físiques, com la gravetat (vegeu el problema de n -cossos per a altres aplicacions). Les simulacions de cossos N són eines àmpliament utilitzades en astrofísica, des d'investigar la dinàmica de sistemes de pocs cossos com el sistema Terra - Lluna - Sol fins a comprendre l'evolució de l'estructura a gran escala de l'univers. En cosmologia física, les simulacions de N cossos s'utilitzen per estudiar processos de formació d'estructures no lineals, com ara filaments de galàxies i halos de galàxies a partir de la influència de la matèria fosca. Les simulacions directes de N cossos s'utilitzen per estudiar l'evolució dinàmica dels cúmuls estel·lars.

## Natura de les partícules
Les "partícules" tractades per la simulació poden correspondre o no a objectes físics de naturalesa particulada. Per exemple, una simulació de cossos N d'un cúmul estel·lar pot tenir una partícula per estrella, de manera que cada partícula té alguna importància física. D'altra banda, una simulació d'un núvol de gas no es pot permetre el luxe de tenir una partícula per a cada àtom o molècula de gas, ja que això requeriria de l'ordre de 1023 partícules per cada mol de material (vegeu constant d'Avogadro), de manera que una única "partícula" representaria una quantitat molt més gran de gas (sovint implementat mitjançant la hidrodinàmica de partícules suaus). Aquesta quantitat no ha de tenir cap significat físic, sinó que s'ha de triar com a compromís entre la precisió i els requisits informàtics manejables.

## Simulació de matèria fosca
La matèria fosca té un paper important en la formació de les galàxies. L'evolució temporal de la densitat f (en l'espai de fase) de les partícules de matèria fosca es pot descriure per l'equació de Boltzmann sense col·lisions.
{\displaystyle {\frac {df}{dt}}={\frac {\partial f}{\partial t}}+\mathbf {v} \cdot \nabla f-{\frac {\partial f}{\partial \mathbf {v} }}\cdot \nabla \Phi }En l'equació, {\displaystyle \mathbf {v} } és la velocitat, i Φ és el potencial gravitatori donat per l'equació de Poisson. Aquestes dues equacions acoblades es resolen en un Univers de fons en expansió, que es regeix per les equacions de Friedmann, després de determinar les condicions inicials de les partícules de matèria fosca. El mètode convencional emprat per inicialitzar posicions i velocitats de partícules de matèria fosca implica el moviment de partícules dins d'una xarxa cartesiana uniforme o una configuració de partícules semblants al vidre. Això es fa utilitzant una aproximació de teoria lineal o una teoria de pertorbacions d'ordre baix.

## Simulacions gravitatòries directes deN-cossos
En les simulacions gravitatòries directes de N -cossos, les equacions de moviment d'un sistema de N partícules sota la influència de les seves forces gravitatòries mútues s'integren numèricament sense cap aproximació simplificadora. Aquests càlculs s'utilitzen en situacions en què les interaccions entre objectes individuals, com ara estrelles o planetes, són importants per a l'evolució del sistema.
Les primeres simulacions gravitatòries directes de cossos N van ser realitzades per Erik Holmberg a l'Observatori de Lund l'any 1941, determinant les forces entre les estrelles en la trobada de galàxies mitjançant l'equivalència matemàtica entre la propagació de la llum i la interacció gravitatòria: posant bombetes a les posicions de les estrelles i mesurant els fluxos de llum direccionals a les posicions de les estrelles, es poden integrar amb una foto de cèl·lula de moviment amb un esforç de l'ordre O(N). Les primeres simulacions purament de càlcul van ser fetes per Sebastian von Hoerner a l'Astronomisches Rechen-Institut de Heidelberg, Alemanya. Sverre Aarseth de la Universitat de Cambridge (Regne Unit) ha dedicat tota la seva vida científica al desenvolupament d'una sèrie de codis de cossos N altament eficients per a aplicacions astrofísiques que utilitzen passos de temps adaptatius (jeràrquics), un esquema de veïns Ahmad-Cohen i regularització de trobades properes. La regularització és un truc matemàtic per eliminar la singularitat de la llei newtoniana de la gravitació de dues partícules que s'apropen arbitràriament. Els codis de Sverre Aarseth s'utilitzen per estudiar la dinàmica dels cúmuls estel·lars, els sistemes planetaris i els nuclis galàctics.

## Simulacions de relativitat general
Moltes simulacions són prou grans perquè els efectes de la relativitat general en l'establiment d'una cosmologia Friedmann-Lemaitre-Robertson-Walker siguin significatius. Això s'incorpora a la simulació com a mesura evolutiva de la distància (o factor d'escala) en un sistema de coordenades en moviment, que fa que les partícules s'alenteixin en les coordenades en moviment (així com a causa del desplaçament cap al vermell de la seva energia física). Tanmateix, les contribucions de la relativitat general i la velocitat finita de la gravetat es poden ignorar d'una altra manera, ja que les escales de temps dinàmiques típiques són llargues en comparació amb el temps de pas de la llum per a la simulació, i la curvatura espai-temps induïda per les partícules i les velocitats de les partícules són petites. Les condicions de límit d'aquestes simulacions cosmològiques solen ser periòdiques (o toroidals), de manera que una vora del volum de simulació coincideix amb la vora oposada.

## Sistemes de dues partícules
Encara que hi ha milions o milers de milions de partícules en les simulacions típiques, normalment corresponen a una partícula real amb una massa molt gran, normalment 109 masses solars. Això pot introduir problemes amb les interaccions de curt abast entre les partícules, com ara la formació de sistemes binaris de dues partícules. Com que les partícules estan destinades a representar un gran nombre de partícules de matèria fosca o grups d'estrelles, aquests binaris no són físics. Per evitar-ho, s'utilitza una llei de força newtoniana suavitzada, que no divergeix com el radi del quadrat invers a distàncies curtes. La majoria de les simulacions implementen això de manera molt natural executant les simulacions en cèl·lules de mida finita. És important implementar el procediment de discretització de manera que les partícules sempre exerceixin una força de fuga sobre elles mateixes.

## Resultats de simulacions deN-cossos
Les simulacions de N cossos donen resultats sobre la distribució de la matèria fosca a gran escala i l'estructura dels halos de matèria fosca. Segons les simulacions de matèria fosca freda, la distribució general de la matèria fosca a gran escala no és del tot uniforme. En canvi, mostra una estructura semblant a una xarxa, formada per buits, parets, filaments i halos. A més, les simulacions mostren que la relació entre la concentració d'halos i factors com la massa, l'espectre de fluctuació inicial i els paràmetres cosmològics està relacionada amb el temps real de formació dels halos. En particular, els halos amb massa menor tendeixen a formar-se abans i, com a resultat, tenen concentracions més elevades a causa de la major densitat de l'Univers en el moment de la seva formació. Es troba que les formes dels halos es desvien de ser perfectament esfèriques. Normalment, els halos es troben allargats i es tornen cada cop més prolats cap als seus centres. Tanmateix, les interaccions entre la matèria fosca i els barions afectarien l'estructura interna dels halos de matèria fosca. Es necessiten simulacions que modelin tant les matèries fosques com els barions per estudiar estructures a petita escala.